# Togo ai XXII Giochi olimpici invernali
Il Togo ha partecipato ai XXII Giochi olimpici invernali, che si sono svolti dal 7 al 23 febbraio a Soči in Russia, con  una delegazione composta da due atlete. Portabandiera è stata Mathilde-Amivi Petitjean, impegnata nello sci di fondo.
Questa è stata la prima apparizione del Togo ai Giochi olimpici invernali. Non sono state vinte medaglie.

## Risultati

### Sci alpino
Togo partecipa con la sciatrice naturalizzata Alessia Afi Dipol, di origini italiane.
| Gara            | Atleta            | Manche 1 | Manche 1  | Manche 2 | Manche 2  | Totale  | Totale    |
| Gara            | Atleta            | Tempo    | Posizione | Tempo    | Posizione | Tempo   | Posizione |
| --------------- | ----------------- | -------- | --------- | -------- | --------- | ------- | --------- |
| Slalom gigante  | Alessia Afi Dipol | 1'31"66  | 60        | 1'31"14  | 53        | 3'02"80 | 55        |
| Slalom speciale | Alessia Afi Dipol | DNF      | DNF       | DNF      | DNF       | DNF     | DNF       |

### Sci di fondo
Togo partecipa con la sciatrice naturalizzata Mathilde-Amivi Petitjean, nata in Niger da madre di nazionalità togolese. È stata contattata dalla Federazione sciistica Togolese nel marzo 2013 via Facebook per rappresentare il paese africano alle olimpiadi invernali. Petitjean ha vissuto per la maggior parte della sua vita in Alta Savoia (Francia), dove ha imparato a sciare.
| Gara                   | Atleta                   | Tempo   | Distacco | Posizione |
| ---------------------- | ------------------------ | ------- | -------- | --------- |
| 10 km tecnica classica | Mathilde-Amivi Petitjean | 37'26"7 | +9'08"9  | 68        |